# Gumla (huyện)
Huyện Gumla là một huyện thuộc bang Jharkhand, Ấn Độ. Thủ phủ huyện Gumla đóng ở Gumla. Huyện Gumla có diện tích 9091 ki lô mét vuông. Đến thời điểm năm 2001, huyện Gumla có dân số 1345520 người.